# Korneli Ljuzianowitsch Selinski

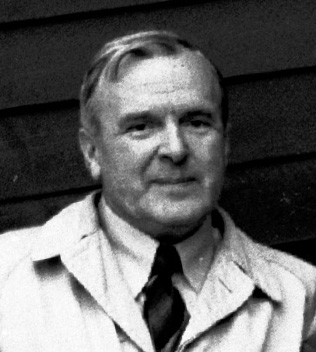
Korneli Ljuzianowitsch Selinski (1955)

Korneli Ljuzianowitsch Selinski (russisch Корнелий Люцианович Зелинский; * 6. Januarjul. / 18. Januar 1896greg. in Moskau; † 25. Februar 1970 ebenda) war ein russischer Literaturwissenschaftler und Publizist.

## Leben
Selinskis Vater Ljuzian Teofilowitsch Selinski (1870–1941) stammte aus einer alten polnischen Adelsfamilie und war als Wärmetechnik-Ingenieur am Bau des Liwadija-Palasts auf der Krim beteiligt. Nach der Oktoberrevolution baute er das Gebäude des Rats für Arbeit und Verteidigung (jetzt Gebäude der russischen Staatsduma). Er arbeitete in der Moskauer Baugesellschaft MosStroi und in der Bauabteilung des NKWD. Selenskis Mutter Jelisaweta Nikolajewna geborene Kisselewa (1869–1945) war Lehrerin für russische Sprache und Literatur und dann Hausfrau.
Selinski besuchte das 6. Moskauer Gymnasium mit Abschluss 1915 und studierte dann in der philosophischen Abteilung der historisch-philologischen Fakultät der Moskauer Universität bei Gustav Speth und Iwan Alexandrowitsch Iljin mit erfolgreichem Abschluss 1918. Er zog dann zu seinem Vater nach Kronstadt, wo er die Kronstädter Zeitung redigierte und darin publizierte. 1919–1920 im Russischen Bürgerkrieg arbeitete er in der Ukraine in Kiew und Charkow als Militärkorrespondent der ROSTA zusammen mit Wladimir Iwanowitsch Narbut. Nach dem Ende des Bürgerkriegs arbeitete Selinski beim Rat der Volkskommissare der Ukrainischen Sozialistischen Sowjetrepublik (Sownarkom USSR) als Redakteur der geheimen Informationsabteilung, um dann Sekretär des Kleinen Sownarkom der USSR zu werden.
Zwei Jahre später ging Selinski nach Moskau, wo er sich am literarischen Leben beteiligte und sich als Literaturkritiker betätigte. In seinen Kreis kamen Wladimir Wladimirowitsch Majakowski, Wsewolod Wjatscheslawowitsch Iwanow, Leonid Maximowitsch Leonow, Sergei Alexandrowitsch Jessenin und Ilja Lwowitsch Selwinski.
Seit 1922 gab es die Richtung des literarischen Konstruktivismus. 1924 gründeten Selinski, Selwinski und Alexei Nikolajewitsch Tschitscherin die Gruppe Literarisches Zentrum der Konstruktivisten (LZK), wobei die Poesie im Mittelpunkt stand. In die Gruppe kamen dann Boris Nikolajewitsch Agapow, Wera Michailowna Inber, Iwan Alexandrowitsch Aksjonow, Jewgeni Iossifowitsch Gabrilowitsch, Wladimir Alexandrowitsch Lugowskoi, Eduard Georgijewitsch Bagrizki, Nikolai Nikolajewitsch Panow und Alexander Pawlowitsch Kwjatkowski. In seinen Artikeln beschrieb Selinski die Grundlagen und formulierte die Prinzipien des literarischen Konstruktivismus. Selinski arbeitete als Korrespondent der Iswestija in Paris und war dort 1926 Literatur-Assistent des sowjetischen Botschafters Christian Georgijewitsch Rakowski. Als sich die ideologische Kontrolle durch die KPdSU verschärfte und die meisten literarischen Gruppen sich auflösten, verkündete Selinski 1930 in einem Artikel das Ende des Konstruktivismus.
Am 26. Oktober 1932 nahm Selinski an dem Treffen der russischen Schriftsteller mit Regierungsmitgliedern in Maxim Gorkis Wohnung teil, an dem auch Stalin, Molotow, Kaganowitsch, Woroschilow und Postyschew teilnahmen. Es wurden Fragen zur Gründung einer Union der sowjetischen Schriftsteller diskutiert. Allein Selinski hinterließ ausführliche Notizen über dieses Treffen. Selinski beteiligte sich an der postumen Ausgabe des Sammelbandes der Kurzgeschichten Alexander Grins, für den er das Vorwort schrieb. Darin prägte er den Begriff Grinlandia für Grins Welt, der dann von Grins Anhängern übernommen wurde. Selinski war einer der Autoren des Buchs über den Stalin-Kanal. Dann schränkte er seine literarische Tätigkeit ein und schrieb nur noch Rezensionen und kleine Artikel. 1940 bezeichnete er in seiner Rezension des zur Veröffentlichung eingereichten Buches mit Gedichten Marina Iwanowna Zwetajewas diese als formalistisch, worauf das Buch nicht erschien. Zusammen mit Nikolai Semjonowitsch Tichonow beschäftigte sich Selinski mit der Herausgabe eines Sammelbandes mit Gedichten Anna Andrejewna Achmatowas, der schließlich während des Deutsch-Sowjetischen Kriegs 1943 in Selinskis Evakuierungsort Taschkent erschien. Selinski stand in engem Kontakt mit Alexander Alexandrowitsch Fadejew und seiner Familie. Selinski arbeitete an einem Buch über Fadejew, das 1956 nach dessen Tod nur in Kurzform erschien. Selinskis Erinnerungen an die letzten Jahre Fadejews wurden erst 1989 veröffentlicht.
Auf Empfehlung Maxim Gorkis beschäftigte sich Selinski mit der Entwicklung der Nationalliteraturen der Völker der UdSSR. Er übernahm eine führende Rolle bei der Erforschung insbesondere der ukrainischen, lettischen und litauischen Literatur. Auch beschäftigte er sich mit den Werken Gorkis, Alexei Nikolajewitsch Tolstois, Marietta Sergejewna Schaginjans, Pawel Nikolajewitsch Wassiljews, Romain Rollands, Salvatore Quasimodos, Dmitri Iossifowitsch Gulias, Schambyl Schabajews u. a. Dank der Bemühungen Selinskis um Fadejew, Konstantin Alexandrowitsch Fedin, Michail Alexandrowitsch Scholochow, Tichonow und andere bedeutende sowjetische Schriftsteller und dank seiner Arbeit in der Kulturabteilung des Zentralkomitees der KPdSU wurde das seit 1934 bestehende und nur selten unterbrochene Veröffentlichungsverbot für ein Buch Jessenins aufgehoben. Jessenins Gedichte erschienen 1953 in kleiner Auflage, und 1955 gab Selinski zusammen mit Pjotr Iwanowitsch Tschagin eine größere Sammlung in zwei Bänden heraus.
Selinski war 1948–1969 mit Unterbrechungen wissenschaftlicher Senior-Mitarbeiter des Maxim-Gorki-Instituts für Weltliteratur. Er beteiligte sich an der Kampagne gegen Boris Leonidowitsch Pasternak, was er später bedauerte. 1968 unterstützte er Alexander Issajewitsch Solschenizyns Offenen Brief gegen die Zensur.
Selinski war viermal verheiratet. Sein Sohn Wladimir wurde Schriftsteller mit religiös-philosophischen Themen und schließlich russisch-orthodoxer Priester.
Selinski hatte einen jüngeren Bruder Wjatscheslaw (1900–1936) und eine jüngere Schwester Tamara (1898–1965), die als Witwe des 1937 erschossenen Mitarbeiters Nikita Sergejewitsch Chruschtschows M. S. Tanin 17 Jahre im Gulag verbrachte, bis sie und ihr Mann 1954 rehabilitiert wurden.
Selinski wurde auf dem Friedhof in Peredelkino begraben.

## Ehrungen
- Orden des Roten Banners der Arbeit[4]